# 斯蒂爾斯維爾 (印地安納州)
斯蒂爾斯維爾（英語：Stilesville）是一個位於美國印地安納州亨德里克斯縣的城鎮。

## 人口
根據2010年美國人口普查的數據，斯蒂爾斯維爾的面積為0.98平方千米，當中陸地面積為0.96平方千米，而水域面積為0.02平方千米。當地共有人口316人，而人口密度為每平方千米322人。